# Cheilanthes brausei
Cheilanthes brausei är en kantbräkenväxtart som beskrevs av Fraser-jenk. Cheilanthes brausei ingår i släktet Cheilanthes och familjen Pteridaceae. Inga underarter finns listade.